# سيرتا

## تاريخ

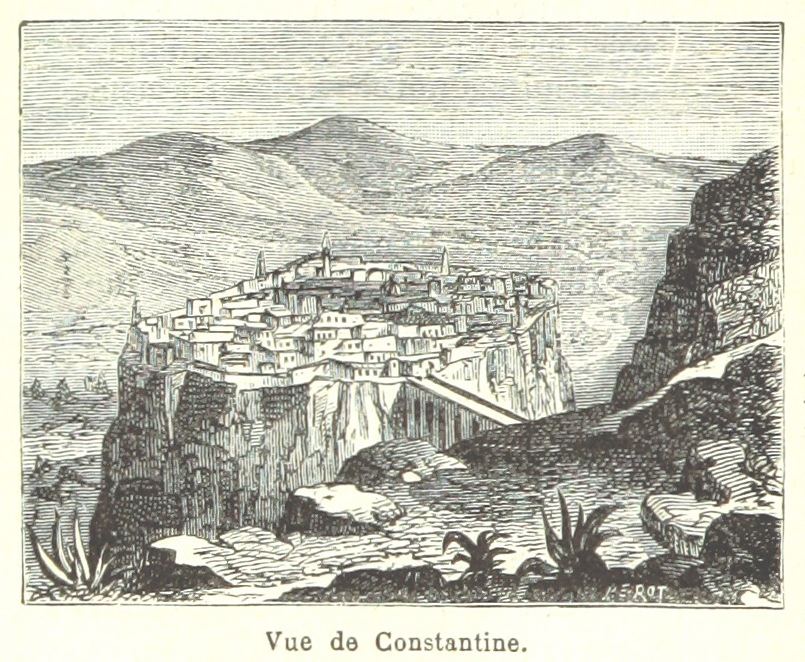
سيرتا سنة 1899

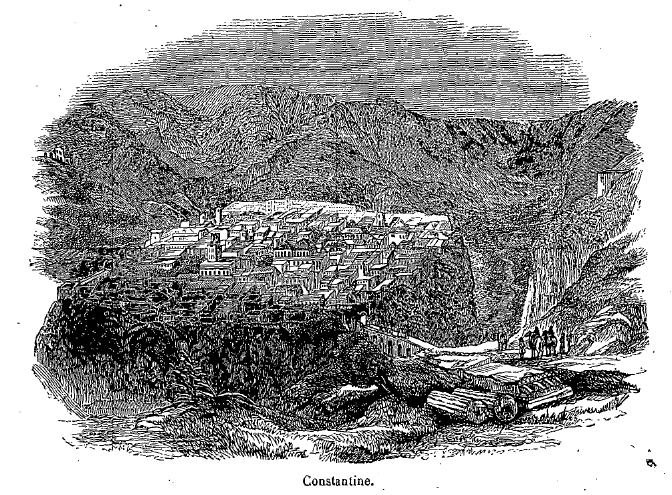
سيرتا عاصمة مملكة نوميديا

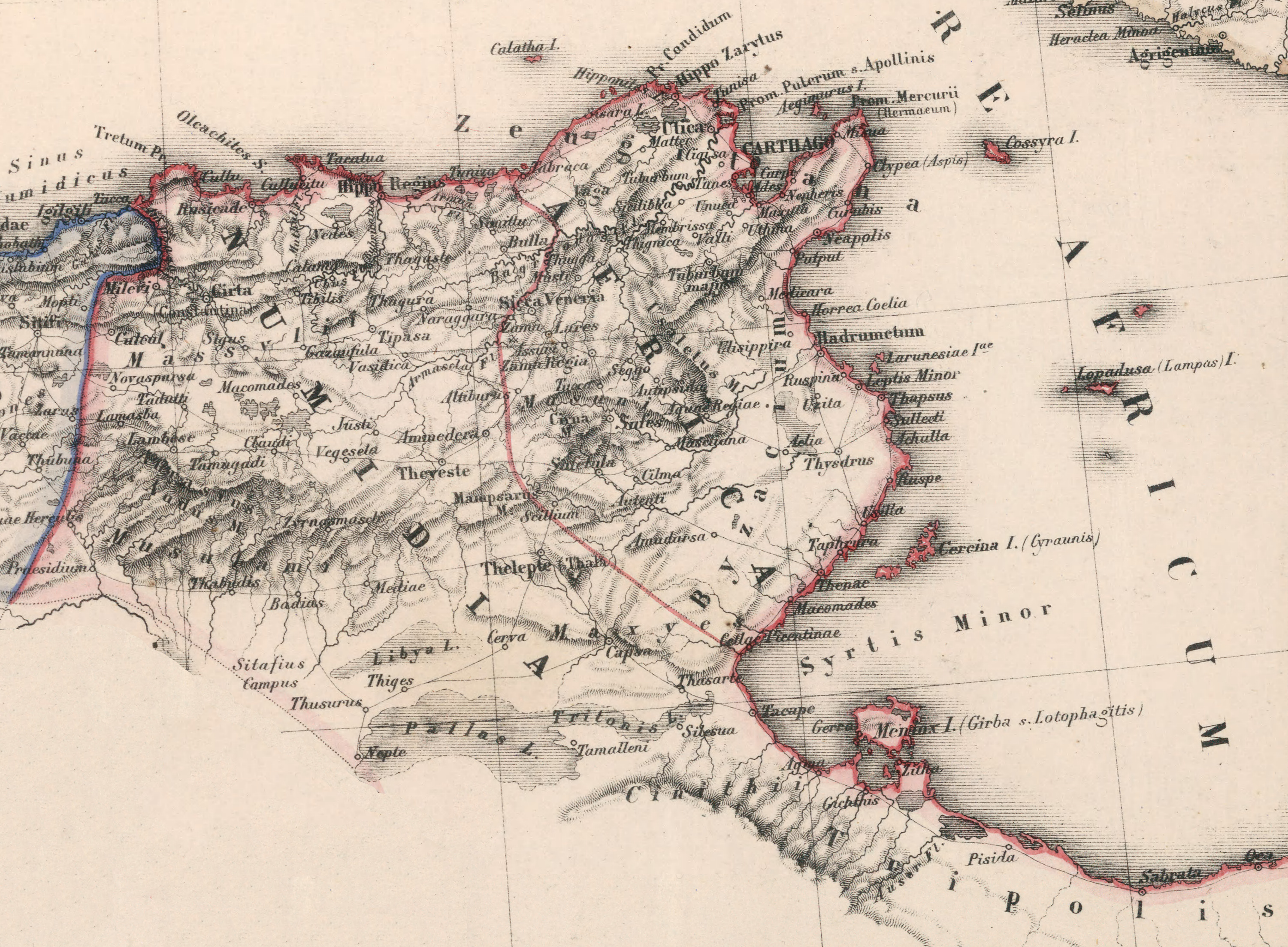
خريطة نوميدية تبين موقع سيرتا (قسنطينة)

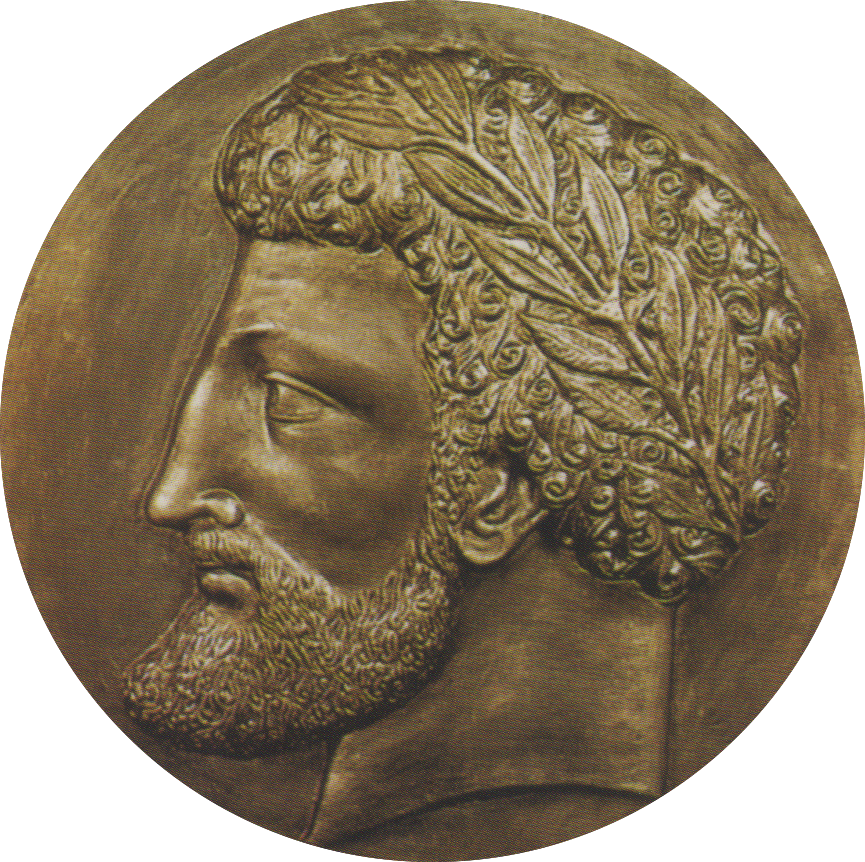
الملك النوميدي ماسينيسا

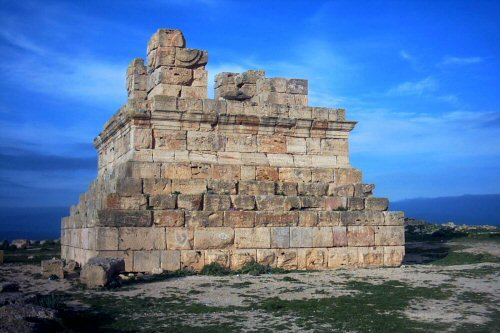
قبر الملك النوميدي ماسينيسا

إنّ سيرتا أو كما يُطلق عليها أبناؤها الأوّلون قيرطا (أي القرية) كما هو الشّأن بالنّسبة لقرطاج (القرية الجديدة)، أخذت لاحقًا مسمّى أحد الأباطرة الرّومان بعد أن أعاد بنائها. قسنطينة، ذات التاريخ المُفعم بالوقائع التي تحفل بها بطون الكتب وجرت على ألسنة مؤرّخي تلك الحقبة التي شكّلت إحدى حلقات التّاريخ القديم، هي واحدة من أعرق مدن الجزائر، بل إنّها الأقدم من حيث كونها ذات حضور متميّز ومؤثّر في عديد الأحداث التاريخيّة الفارقة التي شهدتها منطقة المتوسّط، وكانت رقمًا فاعلاً في فترة الحروب البونيقيّة، غير ما اعتقدته روما وقرطاج بأنّهما وحدهما من يصنع التّاريخ، لكنّ الأمازيغ لم يرتضوا لأنفسهم أن يكونوا مجرّد عصا في يد هذا وسيفًا في يد الآخر، وبنوا الدّولة التي تميّزهم عن غيرهم، ونأوا بأنفسهم عن حروب لا تعنيهم.
«سيرتا» التي تختزل كلّ ما مرّ بالجزائر من تاريخ، هي أكثر من بصمة ثابتة على أسوار التّاريخ، فقد قاومت كثيرًا، ولم يأخذها النسيان إلى حيث لن تذكرها الألسنة، ويُرمى بها خارج الذّاكرة. قاومت لأنّ الذين بنوها وشيدوها، ودافعوا عنها، مؤمنون بها وبما تمثّله من قوة انتماء، ورسوخ هويّة.
سيرتا، التي عرفت معنى الحرب، ومعنى المقاومة، ومعنى التضحيّة، ومعنى الحريّة والإبداع والفن، لا غرابة أن يتغنّى بها الكتاب والشعراء والفنانون، فهي قلعة محصّنة بأبوابها السبعة، إذ تقول الروايات المتواترة إنّها تنفتحُ صباحًا وتنغلق مساءً، ويجعل منها أهل قسنطينة معلمًا في حياتهم اليوميّة، وهي أبواب تكشف عن خصوصيّة المدينة، يضاف إليها عديد الأقواس التي أنشأها الرّومان في فترة احتلالهم لها. كما تُعرف أيضًا بجسورها وغيرها من مآثر وآثار لم تفقد شيئا من حيويّتها وحضورها عبر التّاريخ.
إذا كان التّاريخ يذكر نوميديا العظيمة، ويستحضر أسماء ماسينيسا «الأقليد» الذي وضع أسس المملكة بعد توحيد القبائل الأمازيغيّة تحت راية واحدة، ويستعيد مشاهد الصراع مع صيفاقس، والتجاذب الحادّ مع قرطاج بقيادة حنبعل، ودخول الرّومان على خط المواجهة بقيادة «سيبيون»، فإنّ مؤرّخي المرحلة وشهودها، يذكرون أنّ نوميديا، بعاصمتها سيرتا، كانت حلقة هامّة في المشهد التّاريخي لشمال إفريقيا وحوض البحر الأبيض المتوسّط.
وحين نقرأ تاريخ المدينة والمنطقة برؤية لا تعمل على تجزئة التّاريخ، نقول إنّ الجزائر كانت دائمًا، محلّ تجاذبات بين القوى المتصارعة في مختلف الفترات، لكنّها تسعى دائمًا للحفاظ على تفرّدها وحيادها، وعدم سقوطها في تحالفات لا تحمي مصلحة شعبها، لهذا كانت سمتها المقاومة والرفض. ولعلّ أحفاد ماسينيسا، نجحوا في أن ينقلوا الصراع من ديارهم إلى ساحات روما، ولا غرابة أن يقف يوغورطا خطيبًا في مجلس شيوخ الرّومان متحديّا “روما للبيع.. فمن يشتري؟“. وتلك هي الطينة التي أنتجت أجيالًا من المقاومين للغزاة الوافدين من كلّ الجهات، منذ ألفي سنة، إلى أن قيّض الله لهذه الأرض رجالا شرفاء، حرّروها من إثم المعتدين.
لقد أنجبت هذه المدينة المعطاءة، أساطين العلم والفكر والإبداع، مما يجعل أبنائها اليوم يشعرون بالفخر والاعتزاز، فقد دأبت منذ الفتح الإسلامي على تخريج العلماء والفضلاء والصّلحاء كما يُطلق عليهم، في مجالات الفقه واللغة والأدب والفلك والطب، من أمثال الشاعر أحمد بن الخلوف القسنطيني، والعلامة المحقق القاضي عبد القادر الرّاشدي، والإمام أحمد بن الخطيب بن قنفذ القسنطيني، وشيخ الإسلام محمد بن عبد الكريم الفقون، والعالم الصوفيّ محمّد بن الحبيب القسنطيني، والقاضي محمّد الحفصي، والعلاّمة محمّد الشاذلي القسنطيني، وغيرهم من العلماء الذين حفروا في تاريخ قسنطينة، بلوغًا إلى رائد النهضة الإصلاحيّة الشيخ عبد الحميد بن باديس، مؤسس جمعيّة العلماء المسلمين الجزائريين، حيث أقام مع ثلّة من أبناء الجزائر المخلصين جدارًا في وجه سياسة الاستعمار الفرنسيّ التي استهدفت طمس الهويّة الوطنيّة، وتشويه الشخصيّة الجزائريّة.

## أعلام
- يوغرطة
- أربايون
- ميسيبسا
- ماستانابال
- ماسينيسا الثاني

## وصلات خارجية
- منظر عام، قسطنطين، الجزائر : صورة فوتوكرومية لمدينة قسنطينة عام 1899 م.